# NGC 7479
NGC 7479 (nota anche come C 44) è una galassia a spirale barrata visibile nella costellazione di Pegaso.

Può essere individuata soltanto con un telescopio da almeno 120mm di apertura e con un buon ingrandimento. Fra i suoi bracci è stata osservata nel 1990 una supernova, catalogata come SN1990U; inoltre viene considerata un esempio di Galassia di Seyfert, che sta subendo un'esplosione dei fenomeni di formazione stellare sia nel nucleo che nei bracci esterni. Gli studi sulla polarizzazione indicano che in tempi astronomicamente recenti subì una fusione con un'altra galassia; si tratta di un caso particolarissimo se studiata alle frequenze delle onde radio, poiché a quelle lunghezze d'onda si osservano i bracci di spirale andare in senso contrario rispetto a quelli visibili in luce ottica.

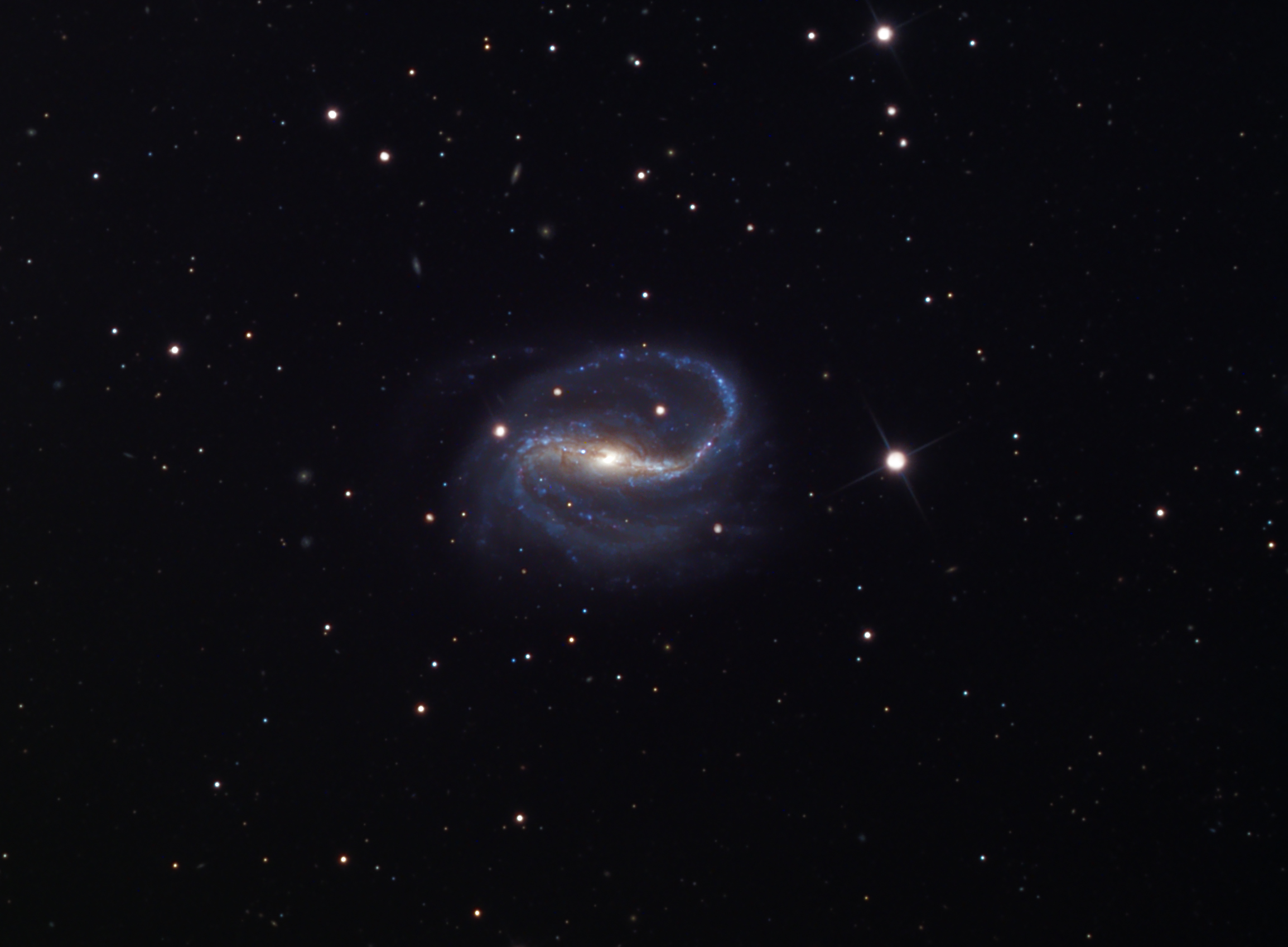
NGC 7479  (amatoriale)
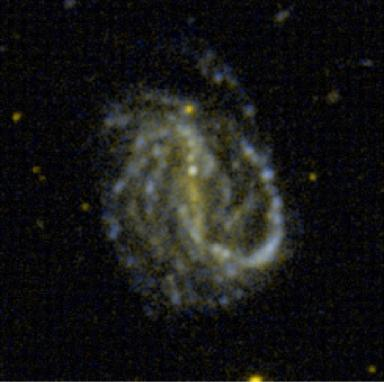
NGC 7479  (UV - GALEX)
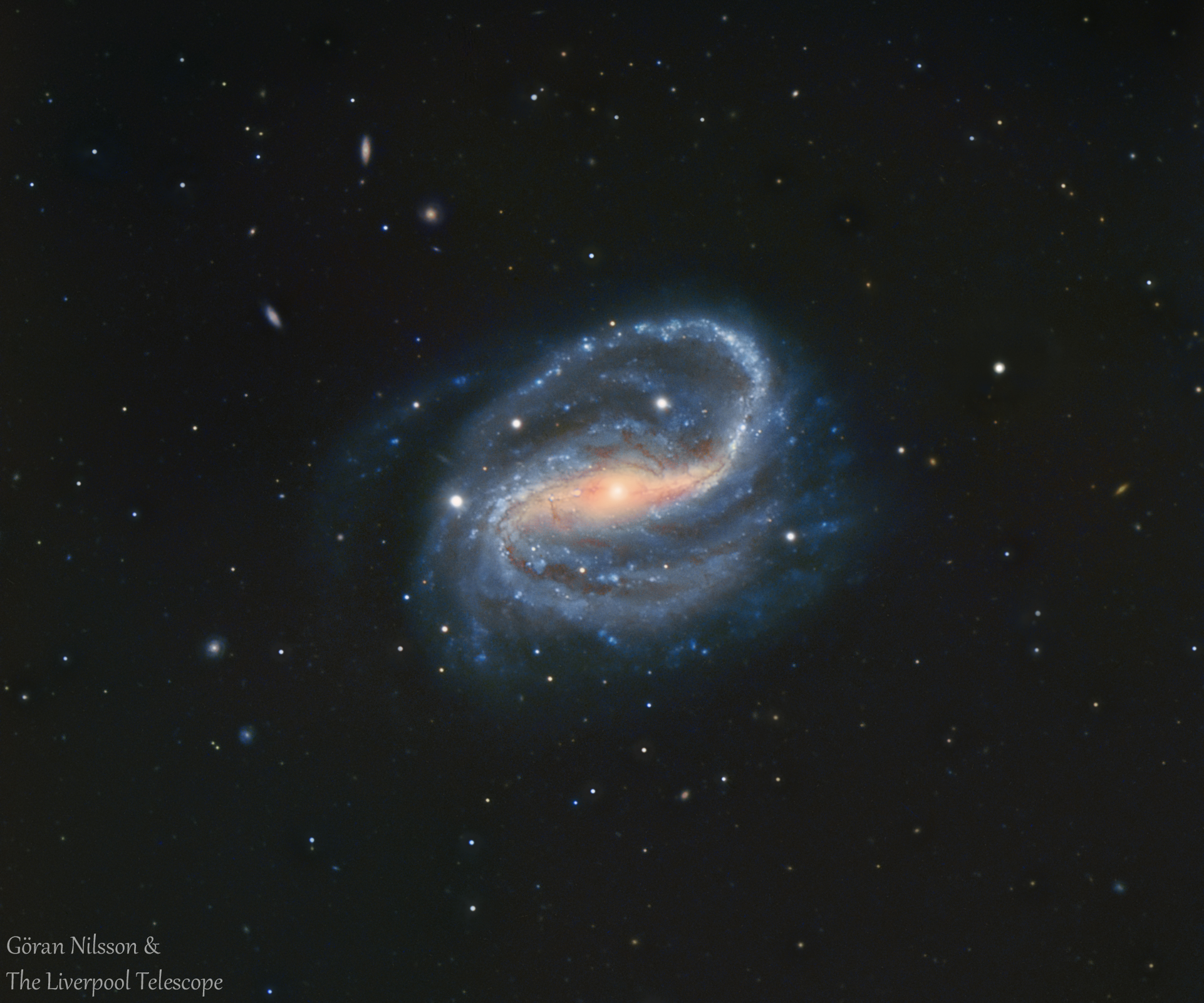
NGC 7479  (Liverpool Telescope)
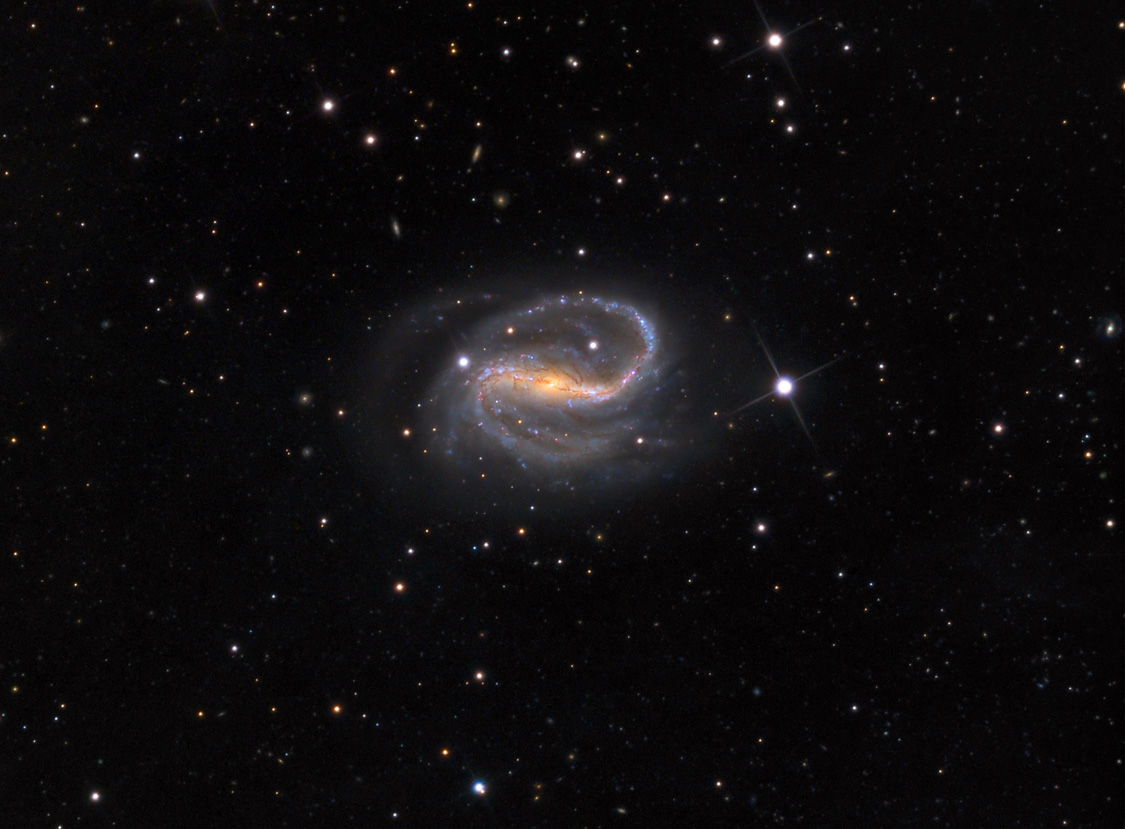
NGC 7479  (Mount Lemmon SkyCenter)
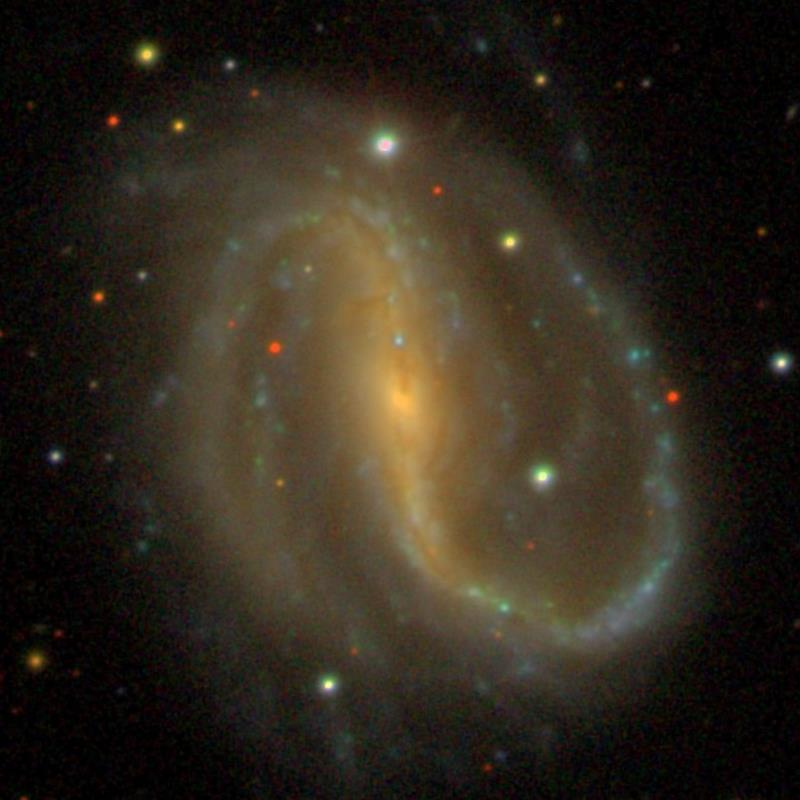
NGC 7479  (SDSS DR14)